# Suvalkėliai
Suvalkėliai – wieś na Litwie, w okręgu mariampolskim, w rejonie kalwaryjskim, w gminie Kalwaria.
Znajduje tu się przystanek kolejowy Suvalkėliai.